# Іса Гамбар
Іса Юніс-огли Гамбар (азерб. İsa Yunis oğlu Qəmbər; 24 лютого 1957, Баку) — азербайджанський політичний діяч, колишній в.о. президента країни, голова Міллі Меджлісу Азербайджану (1992-1993), колишній лідер опозиційної партії Мусават.

## Біографія
Іса Гамбаров народився 24 лютого 1957 року в Баку. У 1979 році закінчив Бакинський державний університет за фахом історія
- 1982—1990 працював в Інституті сходознавства АН АзРСР.
- 1989—1991 був одним із засновників та керівників Народного фронту Азербайджану.
- В травні 1992 став спікером азербайджанського парламенту.
- 19 травня — 16 червня 1992, після усунення від влади Аяза Муталібова, виконував обов'язки Президента Азербайджану.